# Lore Schoiswohl
Lore Schoiswohl (* 19. Januar 1940 in Tulwitz bei Frohnleiten, Steiermark) ist eine österreichische Politikerin (SPÖ).

## Leben
Lore Schoiswohl arbeitete nach dem Besuch von Volksschule und Hauptschule von 1957 bis 1963 als Stationsgehilfin im Krankenhaus Rottenmann, danach war sie Hausfrau.
Im Jahr 1975 wurde sie zur Gemeinderätin in Trieben gewählt und war später SPÖ-Bezirksvorsitzende von Liezen. In der XI. Landtagsperiode wurde sie nach dem Rücktritt des Abgeordneten Erich Tschernitz Steirische Landtagsabgeordnete, die Angelobung fand am 18. Oktober 1988 statt. Dem Landtag gehörte sie bis zum 15. Oktober 1991 an.